# Futttura
Futttura —estilizado en mayúsculas— será la cuarta gira musical de la cantante argentina Tini. Descrito como «el proyecto más ambicioso» de su vida, el espectáculo fue concebido como un homenaje retrospectivo que abarcará todos sus álbumes de estudio y su trayectoria desde sus inicios en Violetta hasta la actualidad. La gira está programada para comenzar el 24 de octubre de 2025 en Buenos Aires, Argentina.

## Antecedentes
Durante una entrevista en el programa de Susana Giménez en diciembre de 2024, Tini reveló que regresaría a los escenarios en 2025 con un innovador espectáculo que se extendería a lo largo de un día completo y combinaría tres escenarios en simultáneo, ofreciendo una experiencia única que recorrería los momentos más destacados de su vida y carrera. Más tarde, ese mismo mes, en una entrevista en el programa de streaming Rumis, la cantante comentó que el espectáculo se estrenaría en la segunda mitad del próximo año. Mientras tanto, sus seguidores comenzaron a especular sobre el posible nombre del espectáculo, barajando opciones como "Tini's World" o "Tinipalooza", en referencia al festival musical Lollapalooza.
El 27 de marzo de 2025, aparecieron carteles publicitarios en las calles de Buenos Aires con un fondo negro, la frase «Comienza la cuenta regresiva» y las iniciales «TTT», lo que generó especulación sobre un posible nuevo proyecto de la artista, vinculados su próximo álbum o una gira musical. Durante los días siguientes, la cantante compartió diferentes imágenes suyas en el papel protagónico en Violetta, el personaje que la catapultó a la fama, lo que incrementó la expectativa entre sus fanáticos. Además, lanzó en su página web una cuenta regresiva que culminaría el 3 del mes de abril. Al concluir la cuenta regresiva, Tini anunció un concierto gratuito al aire libre en el barrio de Palermo Soho, que sería transmitido en vivo por el canal de streaming La Casa en YouTube. El evento incluiría entrevistas con medios especializados en música y una entrevista exclusiva con Lizardo Ponce antes del recital, donde compartiría detalles sobre sus próximos proyectos y su próxima gira.

## Rendimiento comercial

### Argentina
Las entradas para el espectáculo inicial de Buenos Aires salieron a la venta el 7 de abril de 2025. El acceso a la preventa se otorgó a los clientes del Banco Nación el mismo día, con una reserva de ocho mil entradas, y tras agotarse la preventa, se abrió la venta general. La primera fecha se agotó en cuestión de horas, lo que llevó a que se anunciaran más fechas a lo largo del día. Finalmente, se agregaron un total de cinco fechas adicionales, todas las cuales también se agotaron.

## Fechas
| Fecha                  | Ciudad         | País           | Lugar          |                |
| América – 2025         | América – 2025 | América – 2025 | América – 2025 | América – 2025 |
| ---------------------- | -------------- | -------------- | -------------- | -------------- |
| 24 de octubre de 2025  | Buenos Aires   | Argentina      | Tecnópolis     |                |
| 25 de octubre de 2025  | Buenos Aires   | Argentina      | Tecnópolis     |                |
| 31 de octubre de 2025  | Buenos Aires   | Argentina      | Tecnópolis     |                |
| 1 de noviembre de 2025 | Buenos Aires   | Argentina      | Tecnópolis     |                |
| 2 de noviembre de 2025 | Buenos Aires   | Argentina      | Tecnópolis     |                |
| 7 de noviembre de 2025 | Buenos Aires   | Argentina      | Tecnópolis     |                |
| 8 de noviembre de 2025 | Buenos Aires   | Argentina      | Tecnópolis     |                |